# Ceilalți (film)
Ceilalți este un film de groază psihologic de Alejandro Amenábar cu Nicole Kidman în rolul principal. Este inspirat parțial de nuvela cu fantome The Turn of the Screw scrisă de Henry James. A primit Premiul Saturn pentru cel mai bun film de groază și Premiul Goya.

## Distribuție
- Nicole Kidman - Grace Stewart
- Fionnula Flanagan - Bertha Mills
- Christopher Eccleston - Charles Stewart
- Elaine Cassidy -  Lydia
- Eric Sykes - Edmund Tuttle
- Alakina Mann -  Anne Stewart
- James Bentley - Nicholas Stewart
- Alexander Vince - Victor Marlish
- Keith Allen - Mr. Marlish
- Michelle Fairley - Mrs. Marlish
- Renée Asherson -  Old Lady

## Vezi și
- Listă de filme dramatice din anii 2000
- Listă de filme thriller din anii 2000
- Listă de filme americane din 2001